# Фесценіни
Фесценіни — давньоримські народні вірші або пісні у формі сатиричних діалогів між молодими людьми.
Найчастіше ними були імпровізації, повні уїдливої і влучної гостроти. Вони виросли на ґрунті італійських народних обрядів. Фесценіни найчастіше вигадувалися з нагоди весіль і сільських свят, закінчення жнив і збору винограду, де їх виконавці виступали в масках, обмінюючись глузливими куплетами. Відповідним моментом для створення ф. могли бути також тріумфи вождів-переможців.
Етимологія назви фесценіни зв'язується повсюдно з назвою міста Фесценніум (або Фесценнія). Існує й менш популярна теорія, що зв'язує назву фесценіни із словом fascinum — «магія, чаклунство». Довгий час метричною формою фесценінів був сатурнический вірш. Завдяки барвистому діалогу, що супроводився живою жестикуляцією, фесценини включали багато елементів драматичної дії комічного характеру. Учені убачають в них витоки національної римської драматургії. Оскільки фесценіни були імпровізованими, вони не збереглися.